# Брухаузен-Вилсен
Брухаузен-Вилсен (њем. Bruchhausen-Vilsen) општина је у њемачкој савезној држави Доња Саксонија. Једно је од 47 општинских средишта округа Дипхолц. Према процјени из 2010. у општини је живјело 6.005 становника. Посједује регионалну шифру (AGS) 3251010.

## Географски и демографски подаци
Брухаузен-Вилсен се налази у савезној држави Доња Саксонија у округу Дипхолц. Општина се налази на надморској висини од 14 метара. Површина општине износи 41,3 km². У самом мјесту је, према процјени из 2010. године, живјело 6.005 становника. Просјечна густина становништва износи 145 становника/km².

## Међународна сарадња
| Мјесто | Држава    | Врста сарадње | Од    |
| ------ | --------- | ------------- | ----- |
|        | Француска | партнерство   | 1975. |
|        | Француска | партнерство   | 1986. |
| Извор  |           |               |       |